# Parepistenia varicornis
Parepistenia varicornis är en stekelart som beskrevs av Alan Parkhurst Dodd 1915. Parepistenia varicornis ingår i släktet Parepistenia och familjen puppglanssteklar. Inga underarter finns listade i Catalogue of Life.